# Црква Св. Тројице у Брзој Паланци
Црква Св. Тројице, налази се у Брзој Паланци, на путу између Кладова и Неготина.

## Историја
Црква Св. Тројице у Брзој Паланци налази се на подручји некадашњег насеља које се темељило на античком граду Егету, али је половина тог насеља због хидроелектране остала под водом. Црква је једноставне градње са издигнутом куполом.